# Ellen Sarri Littorin
Ellen Sarri Littorin,  född den 8 oktober 2009 är en svensk barnskådespelare.
Sarri Littorin har medverkat i flera produktioner. År 2018 medverkade hon i Jesper Ganslandts film Jimmie och 2019 var hon med i TV-serierna Revansch och Den inre cirkeln. 2020-2021 spelade hon Maja, en av huvudrollerna i LasseMajas detektivbyrå. 2022-2023 har hon medverkat i UR-produktionen Klimatkampen som programledare tillsammans med Mark Levengood.
Hon är dotter till skådespelarna Olle Sarri och Anna Littorin.

## Filmografi (i urval)
- 2018 – Jimmie
- 2019 – Revansch (TV-serie)
- 2019 – Den inre cirkeln (TV-serie)
- 2020–2021 – Lasse-Majas detektivbyrå (TV-serie)
- 2022–2023 – Klimatkampen (TV-serie)